# Léonce Lex
Pour les articles homonymes, voir Lex.
Léonce Lex, né le 11 mai 1859 à Remiremont et mort le 11 juin 1926 à Mâcon, est un archiviste français.

## Biographie
Élève de l'École nationale des chartes à compter de 1879, il y obtint en 1883 le diplôme d'archiviste paléographe grâce à une thèse sur Eudes II de Blois. Affecté d'abord aux Archives départementales de la Haute-Saône, il fut nommé en 1885 archiviste départemental de Saône-et-Loire. Il y effectua un travail très important, faisant terminer et publier les inventaires des séries C, D, E, G (tome I) et H (tome I) laissés en suspens par ses prédécesseurs et faisant entreprendre le classement des très importantes archives modernes, domaine presque entièrement négligé. 
Léonce Lex occupa par ailleurs les postes de bibliothécaire de la ville de Mâcon (1885), de conservateur du musée archéologique de cette ville, de membre de l'Académie de Mâcon, d’inspecteur départemental de la Société française d'archéologie (1902), de conservateur des antiquités et objets d'art (1910) et de membre non résidant du Comité des travaux historiques et scientifiques (1911).
Il mourut subitement à Mâcon le 11 juin 1926, quelques mois seulement après sa retraite officielle. 
Sa tombe se trouve au cimetière de Paray-le-Monial.

## Distinctions
- Chevalier de la Légion d'honneur (décret du 31 janvier 1923)